# Jake Eberts
Jake Eberts (Montreal 10 juli 1941 – aldaar, 6 september 2012) was een Canadees filmproducent en filminvesteerder.
Eberts groeit op in Saguenay en ging naar school in Sherbrooke. Hij studeerde af bij McGill University in 1962 en Harvard Business School in 1966.
Daarna ging hij werken in Spanje, Italië en Duitsland. In 1971 ging hij naar Londen om te werken bij Oppenheimer & Co. en werd een topman van deze investeringsmaatschappij.
Door zijn werk komt zijn belangstelling in het investeren van films en documentaires. Zijn eerste succes is animatiefilm Watership Down bij filmmaatschappij Goldcrest Films. Maar het risico van het vak leert hij door te veel te investeren in de film Zulu Dawn, die flopt.
Daarna volgen succesvolle filmproducties: The Howling, Chariots of Fire, Gandhi, The Killing Fields, Dances with Wolves, Local Hero en Chicken Run.
In 1990 komt zijn boek uit: My Indecision Is Final: The Spectacular Rise and Fall of Goldcrest Films geschreven samen met Terry Ilott en in 1991 gaat hij in Parijs wonen.
Naast de films bij Goldcrest maakte hij films met door hem zelf opgerichte filmmaatschappij Allied Filmmakers. Bekend geworden zijn: The Name of the Rose (verfilming van het boek van Umberto Eco), Hope and Glory, Driving Miss Daisy, A River Runs Through It en The Adventures of Baron Munchausen.
In 2002 werd hij voorzitter van de National Geographic filmafdeling en produceert hij nog de dierenfilm Two Brothers van regisseur Jean-Jacques Annaud. Verder stak hij zijn geld in projecten als Prisoner of Paradise en America's Heart and Soul (2004). National Geographic scoorde onder zijn bewind ook nog met March of the Penguins.
Uiteindelijk was Eberts betrokken bij 66 Oscarnominaties en wint een Oscar voor March of the Penguins. Na vele wereldreizen woonde hij sinds 2005 weer in Montreal waar hij in 2012 stierf.